# Litmerk
Litmerk – wieś w Słowenii, w gminie Ormož. 1 stycznia 2018 liczyła 157 mieszkańców.